# Dawn Harper
Dawn Harper (nascuda el 14 de juny de 1984 segons la base de dades olímpica, i el 13 de maig de 1984 segons la base dades estatunidenca) d'East St. Louis (Illinois) és una atleta estatunidenca de salt de tanques i guanyadora olímpica d'una medalla d'or als Jocs Olímpics de Pequín 2008.
Harper resideix a Los Angeles (Califòrnia) i entrenada per Bob Kersee.
Harper és la filla d'Henry i Linda Harper i té un germà, Bryton, i una germana, Keya. Harper es va graduar de psicologia de la Universitat de Califòrnia, Los Angeles.